# Eltmann
Eltmann é uma cidade da Alemanha, localizado no distrito de Haßberge, no estado de Baviera.
Diversos jardins-de-infância, o Johann-Baptist-Graser Grundschule, o Wallburg Realschule, e o Georg-Göpfert-Hauptschule são localizados na cidade.